# Церковь Николая Чудотворца (Филисово)
Це́рковь Никола́я Чудотво́рца (Николаевская церковь) — недействующий православный храм в деревне Филисово Усть-Кубинского района Вологодской области. Каменная, трёхпрестольная, в русском стиле. В 1930-е годы закрыта, в настоящее время находится в полуразрушенном состоянии. Является единственным храмом в Вологодской области, выложенным из разноцветного облицовочного кирпича.

## История
Церковь была построена в 1907 году на средства купца Александра Васильевича Красавина. Сам А. В. Красавин был уроженцем Филисова, как и его предки занимался роговыми промыслами, с 1872 года переселился в Санкт-Петербург; однако, имея много близких родственников в Филисово, ежегодно проводил лето в деревне. В 1902 году он решил построить храм, и близ соседней деревни Порохово основал кирпичный завод для этих целей. Кроме того материал доставлялся из Санкт-Петербурга (около 500 бочек цемента и 50 тонн железных балок и рельс).
Заготовка материала производилась в течение трёх лет и лишь в 12 мая 1905 года приступили к постройке церкви. Внешний вид храма был взят с церкви Покрова Пресвятой Богородицы в Санкт-Петербурге, в приходе которого находились два дома А. В. Красавина. Архитектором выступил гражданский инженер Иван Николаевич Иванов, а общее наблюдение за работами осуществлял губернский инженер Владимир Аркадьевич Альберти.
В 1905 году в течение 3,5 месяцев новгородскими и тверскими каменщиками была закончена кладка стен храма, а сам храм был покрыт железной крышей. В 1906 году мастера Костромской губернии производили штукатурные работы. В декабре 1906 года постройка храма была завершена.
Общий колокольный звон был подготовлен на заводе Н. В. Усачёва в Вологде и весил в общей сложности более 5 тонн (из них самый крупный колокол весил 3327 кг). В сентябре 1907 года были завершены малярные работы и золочение иконостаса. Паникадила, подсвечники и лампады были закуплены в Москве, а церковная утварь и облачения — в Санкт-Петербурге.
В том же 1907 году храм был освящён. При освящении присутствовали епископ Вологодский и Тотемский Никон и вице-губернатор Н. Х. Хвостов.
Приход церкви включал в себя 10 деревень Устьянской волости:
- Филисово, Плющево, Останково, Климушино, Борисково, Белавино, Ивакино — до этого принадлежали к Устьянской Воскресенской церкви.
- Порохово, Лагирево, Наволок — до этого принадлежали к Космо-Дамиановской Кихтенской церкви[3].

В 1930-х годах церковь была закрыта и долгие годы использовалась как складское помещение. В настоящее время храм наполовину разрушен.

## Внешний вид храма
Храм был выстроен в виде четырёхконечного креста с огромной главой. Особую красоту церкви придавал разноцветный облицовочный кирпич. Длина храма в продольном разрезе составляла 33 метра, в поперечном — 20 метров; высота купола — 17 метров, а общая высота храма — 8,5 метров.
В церкви имелось 3 престола:
- «во имя святителя и чудотворца Николая Мирликийского» — главный.
- «во имя бессребренников Космы и Дамиана» — правый
- «во имя благоверного князя Александра Невского» — левый[3].

Иконостас был золочёным, все иконы находились в особых киотах за стёклами.